# ЗТЗ-Луч
«ЗТЗ-Луч» — советский и российский футбольный клуб из Сергиева Посада. Основан не позднее 1968 года.
В 1969 году провёл единственный сезон в первенстве СССР среди команд мастеров. Занял последнее 16-е место в 9-й зоне Класса «Б» РСФСР.

## Названия
- 1969—1991 — «Луч» (Загорск);
- 1991—2002 — «Луч»;
- 2003, 2006, 2007 — «Сергиев Посад»;
- 2004—2009 — «Луч»;
- 2010—2018 — «Сергиев Посад»;
- 2019—2020 — СШ «Сергиев Посад-ЗТЗ»;
- с 2021 — «ЗТЗ-Луч»[1].

## Результаты выступлений
| Сезон       | Сезон       | Название                                                   | Турнир                                                                         | Достижение |
| ----------- | ----------- | ---------------------------------------------------------- | ------------------------------------------------------------------------------ | ---------- |
| 1968        | 1968        | Луч: до 1992 — Луч (Загорск), с 1992 — Луч (Сергиев Посад) | Чемпионат Московской области                                                   | 2-е место  |
| 1969        | 1969        | Луч: до 1992 — Луч (Загорск), с 1992 — Луч (Сергиев Посад) | Чемпионат СССР 1969, класс «Б», 9 зона РСФСР                                   | 16-е место |
| 1983        | 1983        | Луч: до 1992 — Луч (Загорск), с 1992 — Луч (Сергиев Посад) | Чемпионат Московской области, 1 группа                                         | 14-е место |
| 1985        | 1985        | Луч: до 1992 — Луч (Загорск), с 1992 — Луч (Сергиев Посад) | Чемпионат Московской области, 1 группа                                         | 11-е место |
| 1986        | 1986        | Луч: до 1992 — Луч (Загорск), с 1992 — Луч (Сергиев Посад) | Чемпионат Московской области, 1 группа                                         | 11-е место |
| 1987        | 1987        | Луч: до 1992 — Луч (Загорск), с 1992 — Луч (Сергиев Посад) | Чемпионат Московской области, 1 группа                                         | 8-е место  |
| 1988        | 1988        | Луч: до 1992 — Луч (Загорск), с 1992 — Луч (Сергиев Посад) | Чемпионат Московской области, 1 группа                                         | 9-е место  |
| 1989        | 1989        | Луч: до 1992 — Луч (Загорск), с 1992 — Луч (Сергиев Посад) | Турнир «Футбол России», зона «Центр»                                           | 5-е место  |
| 1990        | 1990        | Луч: до 1992 — Луч (Загорск), с 1992 — Луч (Сергиев Посад) | Турнир «Футбол России», зона «Центр»                                           | 8-е место  |
| 1991        | 1991        | Луч: до 1992 — Луч (Загорск), с 1992 — Луч (Сергиев Посад) | Чемпионат РСФСР среди КФК, зона «Центр», 1 группа                              | 15-е место |
| 1992        | 1992        | Луч: до 1992 — Луч (Загорск), с 1992 — Луч (Сергиев Посад) | Чемпионат России среди КФК, 7 зона «Центр», группа «А»                         | 14-е место |
| 1997        | 1997        | Луч: до 1992 — Луч (Загорск), с 1992 — Луч (Сергиев Посад) | Чемпионат России среди КФК, 5 зона «Центр», Подмосковье, группа «А»            | 7-е место  |
| 1998        | 1998        | Луч: до 1992 — Луч (Загорск), с 1992 — Луч (Сергиев Посад) | Чемпионат России среди КФК, 5 зона «Центр», Подмосковье, группа «А»            | 12-е место |
| 2001        | 2001        | Луч: до 1992 — Луч (Загорск), с 1992 — Луч (Сергиев Посад) | Чемпионат Московской области, 2 группа, зона 1                                 | 6-е место  |
| 2002        | 2002        | Луч: до 1992 — Луч (Загорск), с 1992 — Луч (Сергиев Посад) | Чемпионат Московской области, 2 группа, зона 1                                 | 9-е место  |
| 2003        | КФК         | Сергиев Посад                                              | Чемпионат России среди КФК, зона «Центр», Подмосковье, группа «Б»              | 15-е место |
| 2003        | МО          | Луч                                                        | Чемпионат Московской области, 1 группа                                         | 8-е место  |
| 2004        | 2004        | Луч                                                        | Чемпионат Московской области, 1 группа                                         | 10-е место |
| 2005        | 2005        | Луч                                                        | Чемпионат Московской области, высшая группа                                    | 6-е место  |
| 2005        | 2005        | Луч                                                        | Кубок Московской области                                                       | 1/8        |
| 2006        | 2006        | Сергиев Посад                                              | Чемпионат Московской области, высшая группа                                    | 10-е место |
| 2006        | 2006        | Сергиев Посад                                              | Кубок Московской области                                                       | 1/8        |
| 2007        | 2007        | Сергиев Посад                                              | Чемпионат Московской области, высшая группа                                    | 8-е место  |
| 2008        | 2008        | Луч                                                        | Чемпионат Московской области, высшая группа                                    | 6-е место  |
| 2009        | 2009        | Луч                                                        | Чемпионат Московской области, высшая группа, зона «Б»                          | 5-е место  |
| 2009        | 2009        | Луч                                                        | Чемпионат Московской области, высшая группа, финал за 9-16 места               | 10-е место |
| 2009        | 2009        | Луч                                                        | Кубок Московской области                                                       | 1/8        |
| 2010        | 2010        | Сергиев Посад                                              | Чемпионат Московской области, высшая группа                                    | 5-е место  |
| 2010        | 2010        | Сергиев Посад                                              | Кубок Московской области                                                       | 1/8        |
| 2011        | 2011        | Сергиев Посад                                              | Кубок Московской области                                                       | 1/8        |
| 2011/12     | 2011/12     | Сергиев Посад                                              | Чемпионат Московской области, высшая группа                                    | 8-е место  |
| 2012        | 2012        | Сергиев Посад                                              | Кубок Московской области                                                       | 1/8        |
| 2012, осень | 2012, осень | Сергиев Посад                                              | Чемпионат Московской области, высшая группа                                    | 3-е место  |
| 2013        | 2013        | Сергиев Посад                                              | Чемпионат Московской области, высшая группа                                    | 4-е место  |
| 2013        | 2013        | Сергиев Посад                                              | Кубок Московской области                                                       | 1/16       |
| 2014        | 2014        | Сергиев Посад                                              | Чемпионат Московской области, высшая группа                                    | 5-е место  |
| 2014        | 2014        | Сергиев Посад                                              | Кубок Московской области                                                       | Финал      |
| 2015        | 2015        | Сергиев Посад                                              | Чемпионат Московской области, высшая группа                                    | 2-е место  |
| 2015        | 2015        | Сергиев Посад                                              | Кубок Московской области                                                       | 1/8        |
| 2016        | 2016        | Сергиев Посад                                              | Первенство России среди ЛФК, зона «Московская область», группа «Б»             | 1-е место  |
| 2016        | 2016        | Сергиев Посад                                              | Кубок России среди ЛФК, «Московская область»                                   | 1/8        |
| 2017        | 2017        | Сергиев Посад                                              | Первенство России среди ЛФК, зона «Московская область», группа «А»             | 9-е место  |
| 2017        | 2017        | Сергиев Посад                                              | Кубок России среди ЛФК, «Московская область»                                   | 1/8        |
| 2018        | 2018        | Сергиев Посад                                              | Первенство России среди ЛФК, зона «Московская область», группа «А»             | 14-е место |
| 2018        | 2018        | Сергиев Посад                                              | Кубок России среди ЛФК, «Московская область»                                   | 1/8        |
| 2019        | 2019        | СШ Сергиев Посад-ЗТЗ                                       | Первенство России среди ЛФК / чемпионат Московской области, лига «А»           | 13-е место |
| 2019        | 2019        | СШ Сергиев Посад-ЗТЗ                                       | Кубок России среди ЛФК (Кубок Московской области среди команд лиги А и лиги Б) | 1/16       |
| 2020        | 2020        | СШ Сергиев Посад-ЗТЗ                                       | Первенство России среди ЛФК / чемпионат Московской области, лига «А»           | 3-е место  |
| 2020        | 2020        | СШ Сергиев Посад-ЗТЗ                                       | Первенство России среди ЛФК, финальный турнир                                  | 6-е место  |
| 2021        | III див.    | ЗТЗ-Луч                                                    | Первенство России среди ЛФК / чемпионат Московской области, лига «А»           | 6-е место  |
| 2021        | III див.    | ЗТЗ-Луч                                                    | Кубок Лиги (Кубок Московской области среди команд лиги А и лиги Б)             | финал      |
| 2021        | МО          | СШ Сергиев Посад                                           | Первенство Московской области, Лига В, зона 1                                  | 10-е место |
| 2021        | МО          | СШ Сергиев Посад                                           | Кубок Московской области                                                       | 1/16       |